# 小河荘
小河荘（小川荘、おがわのしょう）は、信濃国水内郡（現在の長野県小川村）にあった荘園。

## 概要
天養2年7月9日（1145年7月30日）付の鳥羽院庁下文が初出。当時は院の知行下にある最勝寺領であった。当時戸隠三院を支配していた顕光寺（戸隠神社）が鳥羽院に寄進して皇室の荘園になったと伝えられる。
その後、上西門院領となり、以後後白河院・宣陽門院・鷹司院・後深草院に継承された。一方、現地では地元の豪族である小川氏が支配していたが、後に大日方氏が進出してこれを滅ぼし小川氏は三河に逃れたという。